# Omer Adam

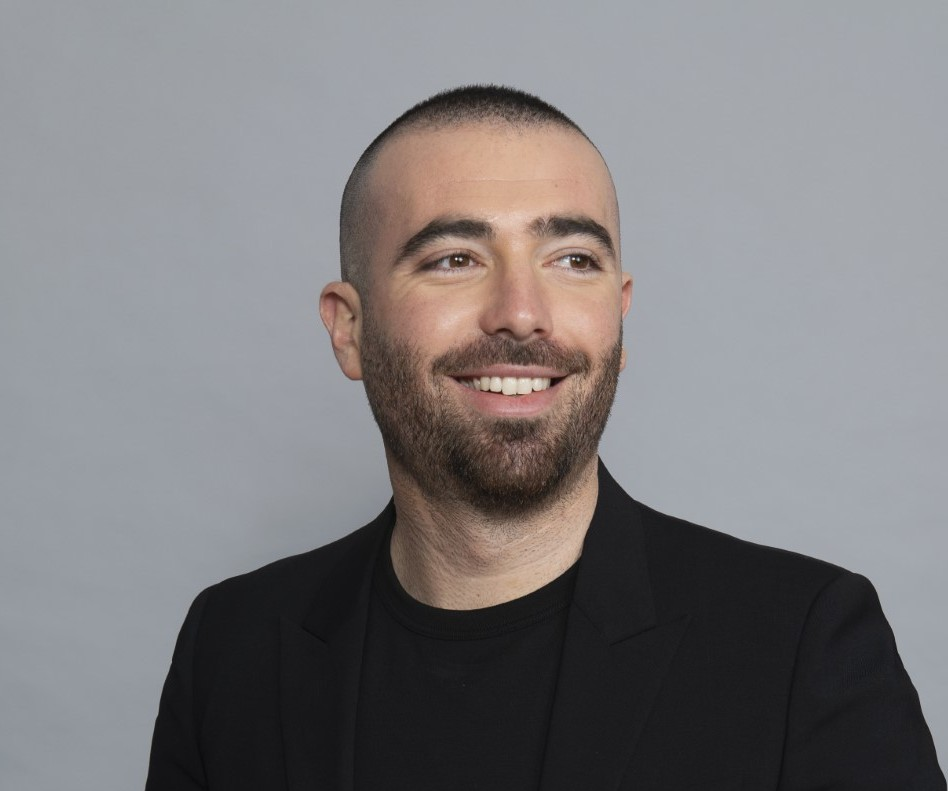
Omer Adam

Omer Adam (hebräisch עומר אדם; geboren am 22. Oktober 1993 in den Vereinigten Staaten) ist ein amerikanisch-israelischer Sänger. Seine Musik verbindet Elemente der orientalischen Musik der Mizrachim mit westlicher Popmusik. 2009 nahm er an der siebten Staffel der Castingshow Kochav Nolad (hebräisch כוכב נולד) teil. Er wurde jedoch wegen Unklarheiten über sein tatsächliches Alter zum Zeitpunkt der Bewerbung disqualifiziert. Mit dem Song „Tel Aviv“ (hebräisch תל אביב), der als Werbevideo für die Tel Aviv Pride produziert wurde, landete er 2013 in Israel einen Sommerhit.

## Leben und Karriere

### Auftritte bei der CastingshowKochav Nolad
In der siebten Staffel der Castingshow Kochav Nolad sang Omer Adam folgende Songs:
- Audition: „Abba“ (Vater) von Schlomi Schabbat
- Woche 1 (29. Juni 2009): „Ischa neʾemana“ (Eine treue Frau) von Yishai Levi
- Woche 2 (5. Juli 2009): „Tzaʿir la-netsach“ (Ewig jung) von Rami Kleinstein
- Woche 3 (12.–13. Juni 2009): „Niguna schel ha-schchuna“ (Der Nachbarschafts-Song) von Izhar Cohen (im Duett mit Moran Mazuz)
- Woche 4 (19. Juli 2009): „Ma hu ʿosse la“ (Was macht er mit ihr) von HaGashash HaHiver (im Trio mit Re'em Cohen und Hovi Star)
- Woche 4 (20. Juli 2009): „Marlene“ von Zohar Argov (ursprünglich von Enrico Macias)
- Woche 5 (26. Juli 2009): „Yachad“ (Zusammen) von Kobi Peretz & Ishtar (im Duett mit Vladi Blayberg)
- Woche 5 (27. Juli 2009): „Mimaʿamqim“ (Aus den Tiefen) von Idan Raichel’s Project
- Woche 6 (2. August 2009): „Abba“ (Vater) von Shlomi Shabat
- Woche 6 (3. August 2009): „At Vaʾani“ (Du [fem.] und ich) von Shlomo Artzi

Als Ergebnis seiner Auftritte in Woche 6 setzten ihn die Juroren zunächst auf Platz 3 von 9 für seine Interpretation von „Abba“ und auf Platz 4 von 8 für „At Vaʾani“.
Es kam zu einer Kontroverse, nachdem der Blogger ʿOmri Chayun (עָמְרִי חָיוּן) beim Ynetnews enthüllte, dass Adam bei der Bewerbung erst 15 Jahre und sieben Monate alt war. Das Mindestalter für die Bewerbung bei der Show ist 16 Jahre. Adam gab zu, dass der Vorwurf korrekt sei und zog sich in der Mitte der Staffel aus dem Wettbewerb zurück. Der Showgastgeber Zvika Hadar sagte dazu „Wichtig ist, dass Omer seinen Fehler einsah, sich entschuldigte und die richtige Entscheidung traf. Unsere Rolle ist es, gleiche Zugangsbedingungen für alle Wettbewerbsteilnehmer zu bieten und wir können in diesem Fall keinen Kompromiss eingehen. Viele Kandidaten, die zu den Auditions kamen, wurden wegen ihres Alters abgelehnt.“ Omer Adams Disqualifikation wurde am 5. August 2009 offiziell verkündet, obgleich er einer der Favoriten für den Einzug ins Finale war.

### Weitere Karriere
Omer Adam erfreute sich trotz seines Rauswurfs aus Kochav Nolad in der Öffentlichkeit großer Popularität und Sympathie, insbesondere bei einer Tour durch Israel, bei der er innerhalb eines Jahres mehr als 150 Auftritte hatte. Ende 2009 erschien seine Debüt-Single „Verlorener Geist“ (hebräisch להיאבד ברוח). Darauf folgte im Juli 2010 „Krämerseele“ (hebräisch חוזה בנשמה), der Titelsong der Fernsehshow „Hochzeit des Jahres“ (hebräisch חתונת השנה) des großen Senders Israeli Channel 2 wurde.
Das von vielen erwartete Debüt-Album erschien im Dezember 2010 unter dem Titel „Ich schmelze wegen Dir“ (hebräisch נמס ממ) einschließlich der bereits erschienenen Singles und mit neuen Songs, wie „Ich drehte mich im Kreis“ (hebräisch נעתי בתוך מעגל), „In kalter Nacht“ (hebräisch בלילה קר) und „Du (fem.) wirst keine Träne kennen“ (hebräisch לא תדעי דמעה). Außerdem platzierte er einige Remixes seiner Songs auf dem Album.
2011 gab er sein zweites Album „Glückliche“ (fem.; hebräisch מאושרת) heraus. Im März 2011 erschien der erste Hit seines neuen Albums „Ich hab auf Dich gezählt“ (hebräisch בניתי עלייך), gefolgt von „Zauber“ (hebräisch קסם) als Duett mit Itzik Kalla (hebräisch איציק קלה). Im Mai 2011 erschien sein Hit „eine Million Küsse“ (hebräisch מליון נשיקות) mit immensem Online-Erfolg, gefolgt von „Nah bei Dir“ (hebräisch קרוב אלייך).
Am 15. Juni 2011 trat er in einer Liveshow mit Tausenden Zuschauern in Caesarea Maritima auf, einem Veranstaltungsort an der israelischen Küste. Er war der jüngste Künstler, der als Haupt-Act vorgestellt wurde.
Am 29. Januar 2012 gab er sein zweites Album „Guter Junge, Schlechter Junge“ (hebräisch ילד טוב ילד רע) heraus. Die erste Single des Albums war „Such nicht!“ (fem.; hebräisch אל תחפשי), gefolgt von „Glückliche“ (fem.; hebräisch מאושרת Meʾuscheret) und „Ich hab auf Dich (fem.) gezählt“ (hebräisch בניתי עלייך Baniti ʿalayich). Er trat zudem in der Realityshow Agenten (hebräisch הסוכנים) des Fernsehsenders HOT Israeli Entertainment (hebräisch הוט בידור ישראלי) auf.
Im Sommer 2013 erschien sein Song „Tel Aviv“ (hebräisch תל אביב). Dieser war ursprünglich als Werbevideo für die Tel Aviv Pride gedacht, entwickelt sich dann jedoch sogar zum ersten Sommerhit des Jahres. Das zugehörige Video wurde trotz ungewöhnlicher Freizügigkeit viel gezeigt.
Im August 2015 gab er sein viertes Album „Ich danke“ (hebräisch מודה אני) heraus, das sofort sehr populär wurde.
Zum Gedenken an die Opfer des Massakers auf dem Supernova-Festival am 7. Oktober 2023 nahm er zusammen mit dem Psytrance-Duo Infected Mushroom den Titel Dance Forever (hebräisch תרקוד לנצח) auf, der am 26. Oktober 2023 veröffentlicht wurde.

## Privates
Omer Adam wurde in den USA geboren, wo sein Vater bei der Jechidat Schaldag diente. Als Omer drei Jahre alt war, zog seine Familie nach Mischmar HaSchivʿah in Israel. Seine Familie stammt väterlicherseits von Bergjuden und mütterlicherseits von Aschkenasim ab. Zu seinen Vorfahren und Verwandten gehören mehrere hochrangige israelische Militärs, unter anderem Udi Adam. Mit 18 Jahren leistete er seinen Militärdienst. Seit 2022 ist Adam mit dem israelischen Model Yaʿel Shelbia liiert. Sie leben zusammen in Dubai.

## Diskografie

### Alben
- 2010: נמס ממך (dt. Ich schmelze wegen Dir)
- 2012: ילד טוב ילד רע (dt. Guter Junge Schlechter Junge)
- 2013: מוזיקה ושקט (dt. Musik und Stille)
- 2015: מודה אני (dt. Ich danke)
- 2017: אחרי כל השנים (dt. Nach all den Jahren)
- 2020: עומר (dt. Omer)
- 2021: The 8 (Konzeptalbum)
- 2023: סוף העולם (dt. Ende der Welt)

### Live-Alben
- 2015: מהפכה! (Live) (mit Moshe Peretz)
- 2017: אחרי כל השנים (Live)
- 2021: לייב - פארק הירקון (Live)

### EPs
- 2019: בום!05 (dt. 5 Boom!)
- 2021: 3
- 2022: לכאורה (mit Static & Ben El)
- 2024: חמישה לילות (dt. 5 Nächte)

### Singles (Auswahl)
| - 2010: Hopa (Original: Giorgos Alkeos – Opa) - 2012: מאמי זה נגמר - 2012: וואי לי - 2013: תל אביב (Tel Aviv Song) - 2013: שקט - 2014: נועצת מבט - 2014: מהפכה של שמחה (mit Lior Narkis) - 2015: אז הלכתי - 2015: בוקרשט - 2015: מודה אני - 2015: היא רק רוצה לרקוד (mit Moshe Peretz) - 2016: אחרי כל השנים - 2016: שדות של תירוצים - 2016: סיפור ישן (mit Liran Danino) - 2016: פוליטיקה וסקס - 2017: מביט מהצד - 2017: בסוף הכל חולף - 2017: פעם בחיים - 2017: לולה (mit Dudu Tassa) - 2017: לא הפסקתי לחפש אותך (mit Shlomo Artzi) - 2017: מזל (mit Eyal Golan) - 2018: שני משוגעים - 2018: חברות שלך - 2018: אוהבת אותי אמיתי - 2018: בחורים טובים - 2018: רחוק מכולם - 2018: מאושרת בלעדיי - 2018: לרקוד ולזוז (mit Marina Maximilian, Nadav Guedj & Ma Kashur) - 2019: תגידי לי שטוב לך - 2019: יעשו לנו כבוד - 2019: טמפרטורה (mit Richie Loop) - 2019: יום השישי - 2019: תיתן לה פרחים - 2019: ניפגש בשמחות - 2019: הלב שלי (mit Ishay Ribo) - 2019: כתבתי עלייך שיר - 2019: BEG (mit Netta) - 2020: יש דברים שלא עושים - 2020: שירו של שפשף (mit Lior Narkis & Moshe Peretz) - 2020: צליל מיתר - 2020: תפילה - 2020: קוקוריקו (mit Eden Ben Zaken) | - 2020: תמחל לי - 2020: Live שקט (mit Ishay Ribo) - 2020: הנשיקות שלי - 2020: על מה בנות חושבות בלילה (mit Doli & Penn) - 2020: Todo És la Música (mit Chico Castillo) - 2021: פסקול חיי - 2021: מה שנפל מהידיים - 2021: מיליונרים - 2021: פרצופים - 2021: קאטליה (mit Skazi) - 2021: חצי דפוק - 2021: אחרי החתונה - 2021: שמלה אדומה - 2021: Dale Mami (mit Nicky Jam) - 2021: סחרחורת & בדד (mit Tuna) - 2021: חורף באוטו - 2021: קאקדילה - 2022: לבד על המיטה - 2022: לכאורה (mit Static & Ben El) - 2022: אהבתי לך (mit Static & Ben El) - 2022: אחים בדם (mit Gal Adam) - 2022: Bomba (mit Kendji Girac) - 2022: תמיד שלך - 2022: צעקות - 2022: לבחור נכון & פוליטיקה וסקס (mit Amir Dadon) - 2022: פילהרמונית של טירוף - 2022: אני - 2023: סהרה + לבדי - 2023: קאטליה No1 - 2023: סטלות - 2023: יהיה טוב & מים שקופים (mit Jasmin Moallem) - 2023: לא לבד (mit Avraham Aviv Alush) - 2023: תרקוד לנצח (mit Infected Mushroom) - 2023: ואיך שלא - 2024: לשטוף את העצב - 2024: רק שלך - 2024: לילות וקללות - 2024: מבת ים ועד הנצח - 2024: כסף או דמעות - 2024: אקדח - 2024: צמוד צמוד (mit Odeya & ShrekDiMC) - 2024: ראיתי עולם (mit ShrekDiMC) |